# نوک‌مومی‌های دورنگ‌نوک
نوک‌مومی‌های دورنگ‌نوک یا نوک‌مومی‌های دمگاه‌سرخ (نام علمی: Coccopygia) یک سرده از پرندگان دانه‌خوار کوچک از خانوادهٔ سهرگان ریز است. آن‌ها در سراسر آفریقای مرکزی و جنوبی پراکنده شده‌اند.
ویژگی بارز در هر سه گونه، نوک دورنگ است، به طوری که فرانوک به رنگ سیاه یا تیره و فرونوک آن‌ها به رنگ سرخ یا نارنجی است. همچنین نام یونانی سرده، به معنی دمگاه به رنگ سرخ‌فام است که ویژگی هر سه گونه است.

### گونه‌ها
این سرده سه گونه دارد.
| نگاره | نام علمی             | نام متداول       | پراکندگی      |
| ----- | -------------------- | ---------------- | ------------- |
|       | Coccopygia quartinia | نوک‌مومی شکم‌زرد   | آفریقای شرقی  |
|       | Coccopygia melanotis | نوک‌مومی سویی     | آفریقای جنوبی |
|       | Coccopygia bocagei   | نوک‌مومی آنگولایی | آنگولا        |